# Ujedinjeni hrvatski domoljubi
Ujedinjeni hrvatski domoljubi hrvatska je desna politička stranka.

## Povijest
Stranka je osnovana 2017. godine.  
Na izborima za Europski parlament 2019. godine stranka je sudjelovala kao dio koalicije Hrvatski suverenisti koja je dobila 91,546 glasova (8.52%) i 1 mandat.